# Aaron Stell
Pour les articles homonymes, voir Stell.

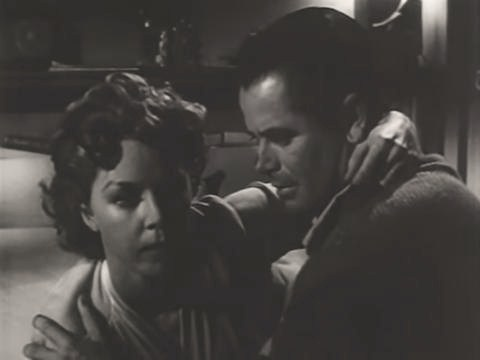
Désirs humains (1954), avec Gloria Grahame et Glenn Ford

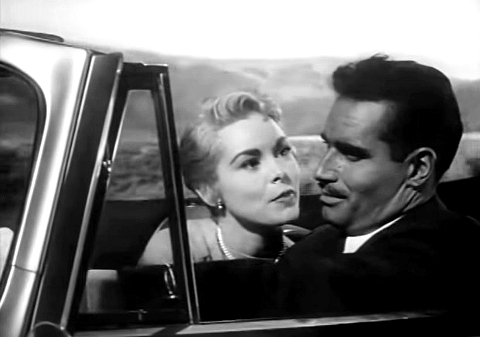
La Soif du mal (1958), avec Janet Leigh et Charlton Heston

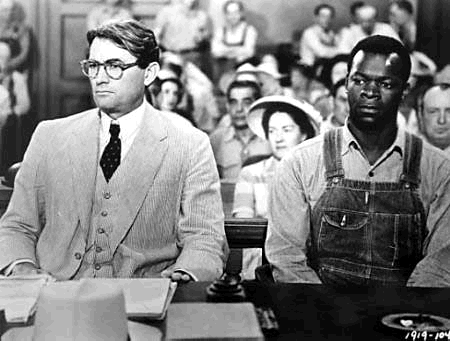
Du silence et des ombres (1962), avec Gregory Peck et Brock Peters

Aaron Stell — né le 26 mars 1911 en Pennsylvanie (lieu inconnu), mort le 7 janvier 1996 à Los Angeles (Californie) — est un monteur américain, membre de l'ACE.

## Biographie
Au cinéma, Aaaron Stell est monteur de cent-quatre films américains sortis entre 1943 et 1986, dont Le Signe du Bélier de John Sturges (1948, avec Susan Peters et Alexander Knox), Désirs humains de Fritz Lang (1954, avec Glenn Ford et Gloria Grahame), La Soif du mal d'Orson Welles (1958, avec Charlton Heston et Janet Leigh), ou encore Ordure de flic de Burt Kennedy (1976, avec Stacy Keach et Susan Tyrrell).
Et soulignons sa contribution à six films de Robert Mulligan, dont Du silence et des ombres (1962) et le western L'Homme sauvage (1968), tous deux avec Gregory Peck.
À la télévision américaine, il est monteur sur dix séries entre 1954 et 1985, dont Rintintin (six épisodes, 1954-1955), Ben Casey (un épisode, 1963) et Space Academy (un épisode, 1977).
Mais surtout, il monte vingt-trois téléfilms, le premier diffusé en 1968, le dernier en 1982 ; parmi eux, mentionnons deux réalisations de William A. Graham, The Amazing Howard Hughes (1977, avec Tommy Lee Jones dans le rôle-titre) et Guyana Tragedy: The Story of Jim Jones (1980, avec Powers Boothe et Ned Beatty).
En marge de son activité principale, Aaron Stell est réalisateur, producteur et scénariste d'un long métrage sorti en 1964, The Gallant One.

## Filmographie partielle
(comme monteur)

### Cinéma
- 1948 : Le Signe du Bélier (The Sign of the Ram) de John Sturges
- 1951 : Les Pirates de la Floride (The Barefoot Mailman) d'Earl McEvoy
- 1952 : L'Homme à l'affût (The Sniper) d'Edward Dmytryk
- 1953 : Le Jongleur (The Juggler) d'Edward Dmytryk
- 1954 : Désirs humains (Human Desire) de Fritz Lang
- 1955 : Le Tueur au cerveau atomique (Creature with the Atom Brain) d'Edward L. Cahn
- 1956 : Le Brave et le Téméraire (The Bold and the Brave) de Lewis R. Foster
- 1957 : Le Miroir au secret (5 Steps to Danger) d'Henry S. Kesler
- 1957 : La Chute des héros (Time Limit) de Karl Malden
- 1957 : Prisonnier de la peur (Fear Strikes Out) de Robert Mulligan
- 1957 : Le Début de la fin (Beginning of the End) de Bert I. Gordon
- 1958 : Le Fier Rebelle (The Proud Rebel) de Michael Curtiz
- 1958 : Cœurs brisés (Lonelyhearts) de Vincent J. Donehue
- 1958 : La Soif du mal (Touch of Evil) d'Orson Welles
- 1959 : The Killer Shrews de Ray Kellogg
- 1960 : L'Île des Sans-soucis (Wake Me When It's Over) de Mervyn LeRoy
- 1961 : Le Dernier Passage (The Secret Ways) de Phil Karlson
- 1962 : Du silence et des ombres (To Kill a Mockingbird) de Robert Mulligan
- 1962 : Six Chevaux dans la plaine (Six Black Horses) d'Harry Keller
- 1963 : Une certaine rencontre (Love with the Proper Stranger) de Robert Mulligan
- 1965 : Daisy Clover (Inside Daisy Clover) de Robert Mulligan
- 1965 : Le Sillage de la violence (Baby the Rain Must Fall) de Robert Mulligan
- 1966 : Deux Minets pour Juliette ! (Not with My Wife, You Don't!) de Norman Panama
- 1967 : Frontière en flammes (Welcome to Hard Time) de Burt Kennedy
- 1968 : L'Homme sauvage (The Stalking Moon) de Robert Mulligan
- 1969 : Tueur de filles (Flareup) de James Neilson
- 1972 : Silent Running de Douglas Trumbull
- 1975 : Lepke, le caïd (Lepke) de Menahem Golan
- 1976 : Ordure de flic (The Killer Inside Me) de Burt Kennedy
- 1977 : L'Homme araignée (The Amazing Spider-Man) d'E. W. Swackhamer
- 1986 : Native Son de Jerrold Freedman

### Télévision

#### Séries
- 1954-1955 : Rintintin (The Adventures of Rin Tin Tin), saison 1, épisode 1 Voici Rintintin (Meet Rin Tin Tin, 1954), épisode 5 Tueur de chat (The Killer Cat, 1954), épisode 6 L'Éducation du caporal Rusty (The Education of Corporal Rusty, 1954), épisode 7 Rintintin et le chef apache (Rin Tin Tin and the Apache Chief, 1954), épisode 9 Fort Apache (The Outcast of Fort Apache, 1954) et épisode 14 Rintintin et la lune sacrée (Rin Tin Tin and the Sacred Lance, 1955) de Don McDougall
- 1963 : Ben Casey, saison 2, épisode 23 The White Ones Are Dolphins
- 1977 : Space Academy, saison unique, épisode 10 La vie commence à 300 ans (Life Begins at 300)

#### Téléfilms
- 1968 : Fade-In (en) de Jud Taylor
- 1970 : But I Don't Want to Get Married! de Jerry Paris
- 1970 : Wild Women de Don Taylor
- 1970 : Le Terrible Secret (Crowhaven Farm) de Walter Grauman
- 1972 : The Couple Takes a Wife de Jerry Paris
- 1975 : Shell Game de Glenn Jordan
- 1975 : The Trial of Chaplin Jensen de Robert Day
- 1976 : One of My Wives Is Missing de Glenn Jordan
- 1977 : The Amazing Howard Hughes de William A. Graham
- 1977 : Night Terror d'E. W. Swackhamer
- 1977 : One in a Million: The Ron LeFlore Story de William A. Graham
- 1977 : The Displaced Person de Glenn Jordan
- 1978 : Steel Cowboy d'Harvey S. Laidman
- 1979 : Orphan Train de William A. Graham
- 1979 : Can You Hear the Laughter? The Story of Freddie Prinze de Burt Brinckerhoff
- 1980 : My Kidnapper, My Love de Sam Wanamaker
- 1980 : Guyana Tragedy: The Story of Jim Jones de William A. Graham
- 1981 : Isabel's Choice de Guy Green
- 1981 : Incident à Crestridge (Incident at Crestridge) de Jud Taylor
- 1982 : Deadly Encounter de William A. Graham
- 1982 : A Question of Honor de Jud Taylor